# X-Men: Gamesmaster’s Legacy
X-Men: Gamesmaster’s Legacy — видеоигра в жанре экшн 1995 года для Sega Game Gear. Изначально среди игровых персонажей доступны лишь Циклоп и Шторм, однако по мере прохождения к ним присоединяются Росомаха, Гамбит, Шельма, Бишоп, Джин Грей и Кейбл. Игра основана на сюжетных линиях Upstarts и X-Cutioner’s Song из комиксов про Людей Икс и является продолжением X-Men для Game Gear. В 1996 году Sega выпустила сиквел под названием X-Men: Mojo World.

## Сюжет
Мутанты постепенно умирают от вируса Наследия, лекарство от которого находится у Гейммастера. Он предлагает Людям Икс сыграть в свою игру в обмен на ключ к решению их проблемы, в то же время приглашая присоединиться заклятых врагов мутантов, намеревающихся уничтожить Людей Икс. Членам команды приходится разделиться, чтобы найти лекарство, в противном случае исчезнув раз и навсегда.

## Критика
Electronic Gaming Monthly назвал игру «хорошим продолжением», высоко оценив графику, элементы геймплея и увеличивающееся количество Людей Икс по ходу игры. Она была удостоена 6,4 балла из 10. GamePro отметила улучшения игры по сравнению с другим проектом для Game Gear под названием Spider-Man and the X-Men in Arcade’s Revenge, в частности значительно улучшенную графику. Comic Book Resources поместил Gamesmaster’s Legacy на 6-е место среди «10 лучших видеоигр про Людей Икс». В рейтинге игр про Людей Икс от Game Rant игра была помещена в категорию C. В списке «10 лучших игр про Людей Икс» от того же портала игра заняла 9-е место. Среди всех игр про Людей Икс TheGamer присудил Gamesmaster’s Legacy 14-е место. В аналогичном рейтинге Screen Rant «трилогия для Game Gear» 12-е место.